# Жарков, Анатолий Павлович
Анатолий Павлович Жарков (21 марта 1939, Алма-Ата, Казахская ССР — 10 января 2017, Люберцы, Московская область) — советский, казахстанский и российский тренер по греко-римской борьбе. Заслуженный тренер СССР (1978).

## Биография
С 1960 по 1964 год был студентом казахстанского физкультурного института. По окончании обучения начал тренерскую деятельность — преподавал в алма-атинском мединституте. В 1966 стал старшим тренером в ДСШ № 1 ГОРОНО.
В 1978—1984 — тренер в СО «Динамо» (г. Алма-Ата).
В 1986—1987 — старший тренер сборной Казахской ССР по греко-римской борьбе.
В 1998—2010 — тренер-преподаватель в ГОУ дополнительного образования детей спортивной направленности города Москвы «Специализированная детско-юношеская спортивная школа олимпийского резерва № 64 Департамента физической культуры и спорта города Москвы».

## Награды и звания
- Заслуженный тренер СССР (1978)
- Медаль «За доблестный труд» (1970)
- Медаль «За трудовую доблесть» (1980)
- Почетная грамота Президиума Верховного Совета Казахской ССР (1979)
- Почетная грамота Госкомитета СССР по физической культуре и спорту (1990)
- Почетный знак «Победитель социалистического соревнования» (1974)
- Нагрудный знак «За отличие в службе» МВД СССР по Казахской и Киргизской ССР" (1980)
- Благодарственное письмо префекта Юго-Восточного административного округа (2002)
- Лауреат спортивного года в номинации «Тренер года» Префектуры ЮВАО г. Москвы (2004)

## Семья
Жена: Жаркова Дина Павловна (1938—2016). Дети: Жаркова Виолетта Анатольевна(1961—2004), Жаркова Валерия Анатольевна (1967). Внуки: Жаркова Анжелика (1982), Ахметова Диана (1987), Жарков Ален (1987).
Жена — Тамара Жаркова. Дети: дочь Снежана, сын Антон.

## Именитые воспитанники
- Сериков, Шамиль Керимович